# Channasandra, Maddur
Channasandra là một làng thuộc tehsil Maddur, huyện Mandya, bang Karnataka, Ấn Độ.